# Sant Martí de la Roca (Talteüll)
Sant Martí de la Roca és una església desapareguda del terme comunal rossellonès de Talteüll, a la Catalunya Nord.
Es trobava al capdamunt de la Roca de Sant Martí, a la zona central-meridional del terme, a prop i al sud-oest del poble de Talteüll. Tal vegada el paratge situat al nord i als peus de la Roca de Sant Martí, anomenat el Priorat té alguna relació amb aquesta església desapareguda.
A la roca que dona nom el lloc es conserven alguns vestigis d'una fortificació medieval.